# Pilar Lubián Clemente
Pilar Lubián Clemente   (Madrid, 1909 - Pedregal, 26 de gener de 1999) fou una dona republicana, alt càrrec del Ministeri d'Hisenda espanyol. Acompanyà el govern de Juan Negrín a l'exili i fou una dels responsables del Servei d'Evacuació de Refugiats Espanyols (SERE). Durant la Segona Guerra Mundial va col·laborar amb la Resistència francesa. Fou detinguda per la Gestapo i deportada. Va sobreviure al camp de concentració de Ravensbrück i s'exilià a Mèxic. De retorn a Espanya fou empresonada.

## Biografia
Nascuda el 16 Maig 1909, segons consta en la copia del BOE de 1980 n.306-27507. Hi ha controvèrsia sobre el lloc, algunes fonts afirmen que havia nascut a Burgos, altres, a Madrid. Fou una dona compromesa políticament, va estar afiliada a la UGT i al PCE. Des del 1928 ocupà una plaça a l'alt funcionariat del Ministeri d'Hisenda. Va estar casada i el marit morí al front durant la Guerra Civil. Fou secretària i companya del ministre d'hisenda Francisco Méndez Aspe. Va seguir el Govern de Juan Negrín en els seus trasllats a València, Barcelona i a l'exili francès. Fou l'encarregada de la custòdia de documents importants i de la biblioteca de Negrín. Fou tresorera del SERE, organisme presidit per Jesús Monzón Repáraz, que administrava els recursos econòmics destinats al servei d'evacuació dels refugiats espanyols. L'any 1940, en aplicació del decret llei de sancions contra els participants en la Guerra Civil, fou depurada i apartada del funcionariat.
A partir del 27 de febrer de 1939, França va reconèixer el general Franco. El mariscal Petain es va comprometre a retornar a Espanya els bens propietat de l'antic govern republicà. Els refugiats espanyols havien desbordat les previsions d'acollida del Govern francès i la majoria malvivia amuntegada en camps d'internament. El servei d'ajuda als refugiats va aconseguir, entre maig de 1939 i juny de 1940, noliejar una dotzena de vaixells que van transportar milers de persones a diferents països d'Hispanoamèrica. L'aplicació d'una estricta selecció, amb criteris polítics, per optar a un passatge, va provocar no poques crítiques i malestar.
Amb el beneplàcit del Règim de Vichy, la legació espanyola va obrir oficines a París, a l'antiga seu del Govern basc a l'exili. Per recomanació de l'ambaixador José Félix de Lequerica Erquiza, fou nomenat agregat policial Pedro Urraca Rendueles, amb l'encàrrec de crear una xarxa d'informació encaminada a perseguir els polítics i personalitats rellevants, requisar llurs bens i repatriar-los amb la col·laboració de la Gestapo. Les principals víctimes foren l'ex ministre de l'interior Julián Zugazogoitia, el secretari de defensa Francisco Cruz Salido i el president de la Generalitat Republicana Lluís Companys, segrestats, enviats a Espanya i afusellats. Negrín i Méndez Aspe van aconseguir fugir a Anglaterra. Pilar Lubián no va poder unir-se a expedició i es quedà a França, encarregada de gestionar els recursos de l'exili i col·laborant amb la resistència amb el sobrenom de Paulette Leblanc. A finals del 1940 Pedro Urraca la va detectar a Marsella, inscrita al consolat mexicà, en una llista de passatgers del Transatlàntic Alsina, que havia de salpar rumb a Mèxic, juntament amb Manuel Portela Valladares, Ildefonso Irala i el metge Joan Morata Cantón. La documentació que fou incautada, va precipitar la detenció de Javier Tarradelles, Ventura Gassol, Antoni Escofet Pascual, Mariano Ansó i altres.
El febrer de 1943 Pilar Lubián fou detinguda a París, possiblement residia a la zona de Vitry-Sur-Seine, ja que a la fitxa policial consta el sobrenom de Vitry. Fou enviada a la presó de Fresnes i més tard al Fort de Romainville, un camp d'internament de trànsit, on els condemnats esperaven la deportació definitiva als camps del Tercer Reich.
Identificada amb el n. 39242 i un garbuix de cognoms del difunt marit i propis, el 13 de maig de 1944 fou enviada en un comboi, que sortí de la Gare de l'Est de París, a Ravensbrück, on arribà el 18 maig 1944. Mesos després, el 27 gener de 1945 les tropes soviètiques van alliberar el camp i Pilar Lubián, que havia sobreviscut, va poder tornar a París. Allà es va relacionar amb la UGT-PC i va elaborar un informe sobre la seva experiència a Ravensbrück, el camp de dones i nens més gran del Reich. El 1948 va emigrar a Mèxic i va contraure matrimoni amb un home, del qual només consta que es deia de Balsells i que va morir poc després. Va tornar a Madrid a principis de la dècada de 1950, fou empresonada, jutjada i condemnada a 20 anys de presó. El 1962, després de ser excarcerada, va passar clandestinament a França i s'establí a la Rue d'Antin, al 2n districte de París. En aquella època formà part de la Federació Espanyola de Deportats i Internats Polítics, però no es disposa de més referències d'aquell període.
El 22 desembre 1980 va aparèixer publicada al BOE la seva readmissió al cos general de funcionaris de l'Estat, possiblement sol·licitada per tenir dret a la pensió de jubilació. No hi ha dades fidedignes del lloc i la data de defunció, tot i que l'historiador Javier Rúbio la situa novament a Mèxic.